# Daher
Daher, El Daher eller El Zahir, (arabiska: الظاهر), är ett distrikt (kism) i Kairo, Egypten som ligger tre kilometer nordost om stadens centrum och bland annat gränsar till distrikten Azbakeya, Al Waili och El-Sakakini.
Daher har fått namn efter al-Malik al-Zahir Rukn al-Din Baibars al-Bunduqdari som var en Mamluk sultan av  Egypten och Syrien och vars memoarer finns återgivna i den långa arabiska folklore sägnen "al-Zahirs liv" (Sirat al-Zahir Baibars).
El-Sakakini var ursprungligen en del av Daher, men fick namn av en välbärgad och känd familj med ursprung från Syrien, vars överhuvud greve Gabriel Habib Sakakini Pascha (1841-1923) hade låtit bygga ett palats, Sakakini Palace, och en kyrka i området 1897.